# International radiofoni
International radiofoni er radiofoni målrettet mod internationale lyttere. International radiofoni sendes via frekvensbåndene lang-, mellem- og kortbølge (150 kHz – 30 MHz).

## Anvendte frekvensbånd
Der er reserveret nogle bestemte frekvensbånd til international radiofoni. De ses til højre opgivet som bølgelængden eller som frekvensintervaller.

## Andet
For at kunne sammenligne radiostationers modtageforhold på en given radiomodtager, har nogle designet koder, som opsummerer dem. Der findes 2 forskellige systemer; SINPO / SINFO-koden er "stor" og den forsimplede SIO-kode.
I princippet kan O i SINPO-koden, beregnes ud fra SINP: (S+I+N+P)/4=O.
Fra starten har den internationale radiofoni været udsendt analogt, men med den digitale DRM standard må man forvente, at flere stationer vil overgå til digitalt kodede udsendelser.
Også internettets fremkomst og stadige udbredelse har betydet at brugen af international analog radiofoni er for nedadgående, sammenlignet med f.eks. under "Den Kolde Krig", hvor f.eks. Radio Moskva havde daglige udsendelser på dansk. 
Således har DR nedlagt sin 
kortbølgetjeneste (Radio Danmark), 
ligesom at Kalundborg Mellembølge-senders udsendelser er reduceret til ganske få daglige udsendelser.
Der eksperimenteres dog (2009) med digitale test-udsendelser via Kalundborg langbølge.